# Carles de Borbó-Dues Sicílies (duc de Calàbria)
Carles de Borbó-Dues Sicílies (Lausana, Suïssa 1938 - Retuerta del Bullaque, 5 d'octubre de 2015) fou un príncep de les Dues Sicílies amb el tractament d'altesa reial que des del 1964 fou el cap de la Casa Reial de les Dues Sicílies, ostentà el títol de duc de Calàbria i des del 1994, infant d'Espanya.

## Orígens familiars
Va néixer el 16 de gener de 1938 a Lausana, sent fill de l'infant Alfons de Borbó-Dues Sicílies i de la princesa Alícia de Borbó-Parma. Net per via paterna del príncep Carles de Borbó-Dues Sicílies i de la infanta Maria de la Mercè d'Espanya i per via materna del príncep Elies de Borbó-Parma i de l'arxiduquessa Maria Anna d'Àustria.
|  |                                           |  |  |  |  |  |  |  |  |  |  |  |  |  |  |  |
|  | 8. Alfons de Borbó-Dues Sicílies          |  |  |  |  |  |  |  |  |  |  |  |  |  |  |  |
|  |                                           |  |  |  |  |  |  |  |  |  |  |  |  |  |  |  |
|  |                                           |  |  |  |  |  |  |  |  |  |  |  |  |  |  |  |
|  | 4. Carles de Borbó-Dues Sicílies          |  |  |  |  |  |  |  |  |  |  |  |  |  |  |  |
|  |                                           |  |  |  |  |  |  |  |  |  |  |  |  |  |  |  |
|  |                                           |  |  |  |  |  |  |  |  |  |  |  |  |  |  |  |
|  | 9. Maria Antonieta de Borbó-Dues Sicílies |  |  |  |  |  |  |  |  |  |  |  |  |  |  |  |
|  |                                           |  |  |  |  |  |  |  |  |  |  |  |  |  |  |  |
|  |                                           |  |  |  |  |  |  |  |  |  |  |  |  |  |  |  |
|  | 2. Alfons de Borbó-Dues Sicílies          |  |  |  |  |  |  |  |  |  |  |  |  |  |  |  |
|  |                                           |  |  |  |  |  |  |  |  |  |  |  |  |  |  |  |
|  |                                           |  |  |  |  |  |  |  |  |  |  |  |  |  |  |  |
|  | 10. Alfons XII d'Espanya                  |  |  |  |  |  |  |  |  |  |  |  |  |  |  |  |
|  |                                           |  |  |  |  |  |  |  |  |  |  |  |  |  |  |  |
|  |                                           |  |  |  |  |  |  |  |  |  |  |  |  |  |  |  |
|  | 5. Maria de la Mercè d'Espanya            |  |  |  |  |  |  |  |  |  |  |  |  |  |  |  |
|  |                                           |  |  |  |  |  |  |  |  |  |  |  |  |  |  |  |
|  |                                           |  |  |  |  |  |  |  |  |  |  |  |  |  |  |  |
|  | 11. Maria Cristina d'Àustria              |  |  |  |  |  |  |  |  |  |  |  |  |  |  |  |
|  |                                           |  |  |  |  |  |  |  |  |  |  |  |  |  |  |  |
|  |                                           |  |  |  |  |  |  |  |  |  |  |  |  |  |  |  |
|  | 1. Carles de Borbó-Dues Sicílies          |  |  |  |  |  |  |  |  |  |  |  |  |  |  |  |
|  |                                           |  |  |  |  |  |  |  |  |  |  |  |  |  |  |  |
|  |                                           |  |  |  |  |  |  |  |  |  |  |  |  |  |  |  |
|  | 12. Robert I de Parma                     |  |  |  |  |  |  |  |  |  |  |  |  |  |  |  |
|  |                                           |  |  |  |  |  |  |  |  |  |  |  |  |  |  |  |
|  |                                           |  |  |  |  |  |  |  |  |  |  |  |  |  |  |  |
|  | 6. Elies de Borbó-Parma                   |  |  |  |  |  |  |  |  |  |  |  |  |  |  |  |
|  |                                           |  |  |  |  |  |  |  |  |  |  |  |  |  |  |  |
|  |                                           |  |  |  |  |  |  |  |  |  |  |  |  |  |  |  |
|  | 13. Maria Pia de Borbó-Dues Sicílies      |  |  |  |  |  |  |  |  |  |  |  |  |  |  |  |
|  |                                           |  |  |  |  |  |  |  |  |  |  |  |  |  |  |  |
|  |                                           |  |  |  |  |  |  |  |  |  |  |  |  |  |  |  |
|  | 3. Alícia de Borbó-Parma                  |  |  |  |  |  |  |  |  |  |  |  |  |  |  |  |
|  |                                           |  |  |  |  |  |  |  |  |  |  |  |  |  |  |  |
|  |                                           |  |  |  |  |  |  |  |  |  |  |  |  |  |  |  |
|  | 14. Frederic d'Àustria                    |  |  |  |  |  |  |  |  |  |  |  |  |  |  |  |
|  |                                           |  |  |  |  |  |  |  |  |  |  |  |  |  |  |  |
|  |                                           |  |  |  |  |  |  |  |  |  |  |  |  |  |  |  |
|  | 7. Maria Anna d'Àustria                   |  |  |  |  |  |  |  |  |  |  |  |  |  |  |  |
|  |                                           |  |  |  |  |  |  |  |  |  |  |  |  |  |  |  |
|  |                                           |  |  |  |  |  |  |  |  |  |  |  |  |  |  |  |
|  | 15. Isabel de Croy                        |  |  |  |  |  |  |  |  |  |  |  |  |  |  |  |
|  |                                           |  |  |  |  |  |  |  |  |  |  |  |  |  |  |  |
|  |                                           |  |  |  |  |  |  |  |  |  |  |  |  |  |  |  |

## Joventut
Un any després del seu naixement s'instal·là a Espanya. Elegit l'any 1948 pel comte de Barcelona per ingressar juntament amb el príncep Joan Carles de Borbó a un col·legi especial pel príncep hereu a la finca de Las Jarrillas preparat entre el comte i el general Francisco Franco.

## Núpcies i descendents
L'any 1964 es casà amb la princesa Anna d'Orleans, filla del príncep Enric d'Orleans i de la princesa Isabel d'Orleans-Bragança. La parella s'instal·là a Madrid on han format una família de cinc fills:
- SAR la princesa Cristina de Borbó-Dues Sicílies, nascuda a Madrid el 1966. Es casà el 1994 a Ciudad Real amb Pedro López-Quesada.
- SAR la princesa Maria Paloma de Borbó-Dues Sicílies, nada a Madrid el 1967. Es casà amb l'arxiduc Simeó d'Àustria el 1996 a Ciudad Real.
- SAR el príncep Pere de Borbó-Dues Sicílies, nat a Madrid el 1968. Casat amb Sofia Landaluce y Melgarejo el 2001 a Madrid.
- SAR la princesa Inès de Borbó-Dues Sicílies, nada a Madrid el 1971. Casada a Toledo amb l'aristòcrata napolità Michele Carrelli Palombi dei Marchesi di Raiano l'any 2001.
- SAR la princesa Victòria de Borbó-Dues Sicílies, nada a Madrid el 1976. Casada des de l'any 2003 amb l'armador grec Markos Nomikos.

Els ducs de Calàbria es conegueren a Atenes l'any 1962 amb motiu del casament dels futurs reis d'Espanya. L'any 1994 el rei atorgà, per la seva estreta vinculació amb la Casa Reial, el títol d'infant d'Espanya a Carles de Borbó-Dues Sicílies.

## Duc de Calàbria
Des de l'any 1964 el príncep Carles és duc de Calàbria, títol que l'acredita com a pretendent al tron de les Dues Sicílies. Malgrat tot, arran de la mort del cap de la Casa, el príncep Ferran de Borbó-Dues Sicílies, s'inicià un conflicte successori que enfrontà al pare de Carles amb el seu germà, el príncep Rainier de Borbó-Dues Sicílies. El conflicte encara no és resolt i les dues visions mantenen punts radicalment enfrontats.
Carles esgrimeix el fet que per ordre successori la seva branca ocupa un lloc preferent enfront de la del príncep Rainier i que Carles realitzà un casament en el si de la reialesa. En canvi, Rainier esgrimeix que la branca de Carles renuncià als seus drets successoris amb motiu del casament del príncep Carles de Borbó-Dues Sicílies amb la princesa Maria de la Mercè d'Espanya l'any 1900.
El duc de Calàbria es dedica a l'explotació agrària de les seves finques a les províncies de Toledo i de Ciudad Real. A més a més, és propietari d'una important cartera accionarial en la qual hi destaquen empreses com Repsol o Telefònica.
Durant la dècada de 1990, el duc va mantenir un conflicte familiar amb el seu fill, el duc de Noto, a qui negava el seu permís per a casar-se amb l'aristòcrata espanyola, Sofia Landaluce, a risc de retirar-li els seus drets dinàstics a la Corona de les Dues Sicílies.
El 2001 finalment el duc de Calàbria va aprovar el casament reconeixent la plenitud dels drets del seu fill i els legítims descendents d'aquest matrimoni. Sofia Landaluce és des de llavors duquessa de Noto, amb tractament d'Altesa Reial. L'any 2010 el primogènit dels ducs de Noto, el príncep Jaume de Borbó-Dues Sicilies, va ser acollit pel seu avi al si de l'Orde Constantinià de Sant Jordi. En el decret de concessió de la gran creu de l'Orde Constantinià al seu net Jaume, el duc de Calàbria reconeixia la plenitud dels seus drets dinàstics donant-li el seu legítim tractament d'Altesa Reial i el títol de príncep de les Dues Sicilies. Don Jaume fou el segon en la línia de successió a la Casa Reial de les Dues Sicilies.